# Heyuannia yanshini
A Heyuannia yanshini a hüllők (Reptilia) osztályának dinoszauruszok csoportjába, ezen belül a hüllőmedencéjűek (Saurischia) rendjébe, a Theropoda alrendjébe és az Oviraptoridae családjába tartozó faj.
A maradványokat a mongóliai Bajanhongor megyében, az Ingeni-Hobur-alföldön találták 1981-ben, korábbi nevét, az Ingeniát is erről kapta. Később kiderült, hogy ez a név már foglalt, ugyanis Ingenia mirabilis (Gerlach, 1957) néven egy fonálférget tartanak számon, így a dinoszaurusznak 2013-ban Jesse Easter egy új nevet, az Ajancingeniát javasolta. A fajnevet, a yanshini-t meghagyták változatlanul. 2017-ben az Oviraptoridae családon belüli, további törzsfejlődés (philogenesis) kutatások következtében, Funston és társai - akik a kutatást végezték - rájöttek, hogy ez az állat nagyon közeli rokonságban áll egy másik 2002-ben felfedezett dinoszaurusszal, a Heyuannia huangival Lü, 2002; így újból át lett nevezve.

## Jellemzői
A Heyuannia yanshini egy 1,5-2 méter hosszú és 25 kilogramm testtömegű oviraptoszaurusz volt, amely Dél-Mongólia területén élt, mintegy 70-66 millió évvel ezelőtt, a késő kréta korszakban. A theropodák közé tartozott, és lehetséges, hogy vetélytársa volt közeli rokonának, az Oviraptornak, a terület és táplálék szempontjából. Még nem tisztázott, hogy mivel táplálkozott, de mindenevőnek képzelik el. Tápláléka között szerepeltek a rovarok, tojások, házas állatok, kisebb állatok, gyökerek, magok, dögök és növényzet. Összesen 24 tojást tojhatott, amelyeket kiköltött és talán gondozott is, éppen úgy, mint az Oviraptor és a Citipati.

## Képek

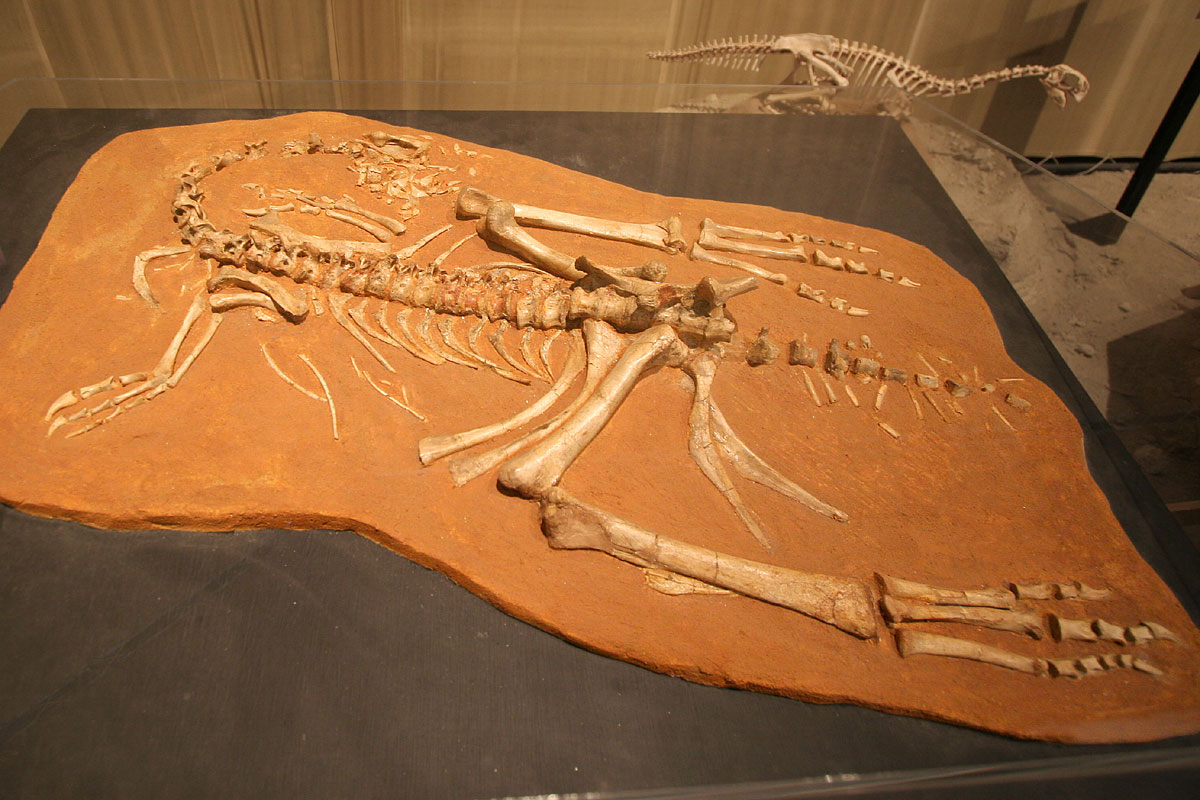
A dinoszaurusz csontváza
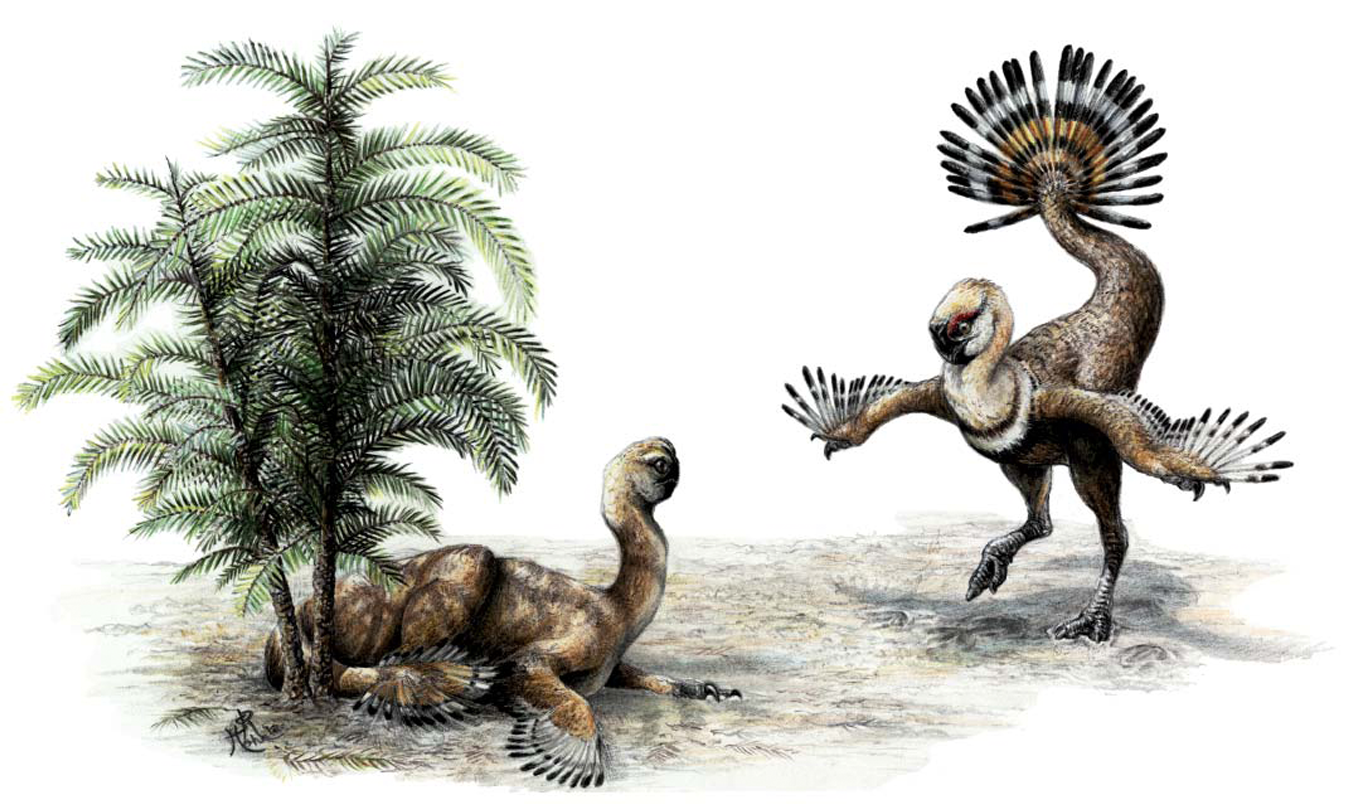
Képzelt rekonstrukció eme faj udvarlási szokásáról

## Fordítás
Ez a szócikk részben vagy egészben  a   Heyuannia című angol Wikipédia-szócikk ezen változatának fordításán alapul.  Az eredeti cikk szerkesztőit annak laptörténete sorolja fel. Ez a jelzés csupán a megfogalmazás eredetét és a szerzői jogokat jelzi, nem szolgál a cikkben szereplő információk forrásmegjelöléseként.